# Olympische Sommerspiele 1960/Teilnehmer (Bermuda)
| Gelbes Symbol für Goldmedaillen mit stilisierten Olympischen Ringen | Graues Symbol für Silbermedaillen mit stilisierten Olympischen Ringen | Braundes Symbol für Bronzemedaillen mit stilisierten Olympischen Ringen |
| ------------------------------------------------------------------- | --------------------------------------------------------------------- | ----------------------------------------------------------------------- |
| —                                                                   | —                                                                     | —                                                                       |

Bermuda nahm an den Olympischen Sommerspielen 1960 in der italienischen Hauptstadt Rom mit einer Delegation von neun männlichen Sportlern an vier Wettbewerben in einer Sportart teil.
Jüngster Athlet war Brownlow Gray (28 Jahre und 310 Tage), ältester Athlet war Brownlow Eve (55 Jahre und 166 Tage). Es war die fünfte Teilnahme an Olympischen Sommerspielen für das Land. Fahnenträger war Whitfield Hayward.

## Teilnehmer nach Sportarten

### Segeln
5,5-m-R-Klasse
- Ergebnisse
Finale: 2.297 Punkte, Rang zwölf
Rennen eins: 149 Punkte, 3:05:48 Stunden, Rang 17
Rennen zwei: 535 Punkte, 2:41:30 Stunden, Rang sieben
Rennen drei: 101 Punkte, Rennen nicht beendet (DNF)
Rennen vier: 124 Punkte, 2:56:45 Stunden, Rang 18
Rennen fünf: 535 Punkte, 2:56:36 Stunden, Rang sieben
Rennen sechs: 778 Punkte, 2:18:30 Stunden, Rang vier
Rennen sieben: 176 Punkte, 2:26:41 Stunden, Rang 16
- Mannschaft
Bert Darrell
Norman Jones
Walter Jones

Drachen
- Ergebnisse
Finale: 2.948 Punkte, Rang 15
Rennen eins: 134 Punkte, 3:51:23 Stunden, Rang
Rennen zwei: 833 Punkte, 2:00:21 Stunden, Rang
Rennen drei: 687 Punkte, 2:50:50 Stunden, Rang
Rennen vier: 386 Punkte, 3:08:49 Stunden, Rang
Rennen fünf: 328 Punkte, 2:41:14 Stunden, Rang
Rennen sechs: 328 Punkte, 2:34:41 Stunden, Rang
Rennen sieben: 386 Punkte, 2:37:53 Stunden, Rang
- Mannschaft
Brownlow Eve
Jimmy Kempe
Richard Masters

Flying-Dutchman
- Ergebnisse
Finale: 3.007 Punkte, Rang 16
Rennen eins: 231 Punkte, 2:37:26 Stunden, Rang 23
Rennen zwei: 747 Punkte, 2:27:29 Stunden, Rang sieben
Rennen drei: 212 Punkte, 2:21:49 Stunden, Rang 24
Rennen vier: 337 Punkte, 2:49:39 Stunden, Rang 18
Rennen fünf: 388 Punkte, 2:17:26 Stunden, Rang 16
Rennen sechs: 314 Punkte, 2:21:14 Stunden, Rang 19
Rennen sieben: 990 Punkte, 2:13:32 Stunden, Rang vier
- Mannschaft
Richard Divall
DeForest Trimingham

Einzel
- Brownlow Gray
  - Finn-Dinghi

Finale: 1.433 Punkte, Rang 32
Rennen eins: 183 Punkte, 1:55:29 Stunden, Rang 29
Rennen zwei: 101 Punkte, Rennen nicht beendet (DNF)
Rennen drei: 183 Punkte, 1:53:29 Stunden, Rang 29
Rennen vier: 323 Punkte, 2:19:24 Stunden, Rang 21
Rennen fünf: 140 Punkte, 2:00:08 Stunden, Rang 32
Rennen sechs: 214 Punkte, 2:04:21 Stunden, Rang 27
Rennen sieben: 390 Punkte, 1:54:45 Stunden, Rang 18